# Skilanglauf-Slavic-Cup 2017/18
Der Skilanglauf-Slavic-Cup 2017/18 war eine von der FIS organisierte Wettkampfserie, die zum Unterbau des Skilanglauf-Weltcups 2017/18 gehörte. Sie begann am 16. Dezember 2017 in Štrbské Pleso und endete am 18. März 2018 in Kremnica. Die Gesamtwertung der Männer gewann der Slowake Andrej Segeč und bei den Frauen die Polin Eliza Rucka.

## Männer

### Resultate
| 1. Slavic-Cup in Štrbské Pleso, 16. bis 17. Dezember 2017 | 1. Slavic-Cup in Štrbské Pleso, 16. bis 17. Dezember 2017 | 1. Slavic-Cup in Štrbské Pleso, 16. bis 17. Dezember 2017 | 1. Slavic-Cup in Štrbské Pleso, 16. bis 17. Dezember 2017 | 1. Slavic-Cup in Štrbské Pleso, 16. bis 17. Dezember 2017 |
| --------------------------------------------------------- | --------------------------------------------------------- | --------------------------------------------------------- | --------------------------------------------------------- | --------------------------------------------------------- |
| Datum                                                     | Disziplin                                                 | Erster Platz                                              | Zweiter Platz                                             | Dritter Platz                                             |
| 16. Dezember 2017                                         | Sprint klassisch                                          | Peter Mlynár                                              | Oleksij Krassowskyj                                       | Miroslav Sulek                                            |
| 17. Dezember 2017                                         | 10 km Freistil                                            | Peter Mlynár                                              | Andrij Orlyk                                              | Oleksij Krassowskyj                                       |

| 2. Slavic-Cup in Štrbské Pleso, 29. bis 30. Dezember 2017 | 2. Slavic-Cup in Štrbské Pleso, 29. bis 30. Dezember 2017 | 2. Slavic-Cup in Štrbské Pleso, 29. bis 30. Dezember 2017 | 2. Slavic-Cup in Štrbské Pleso, 29. bis 30. Dezember 2017 | 2. Slavic-Cup in Štrbské Pleso, 29. bis 30. Dezember 2017 |
| --------------------------------------------------------- | --------------------------------------------------------- | --------------------------------------------------------- | --------------------------------------------------------- | --------------------------------------------------------- |
| Datum                                                     | Disziplin                                                 | Erster Platz                                              | Zweiter Platz                                             | Dritter Platz                                             |
| 29. Dezember 2017                                         | Sprint Freistil                                           | Kamil Bury                                                | Dominik Bury                                              | Jan Antolec                                               |
| 30. Dezember 2017                                         | 15 km klassisch                                           | Jury Astapenka                                            | Dominik Bury                                              | Sjarhej Dalidowitsch                                      |

| 3. Slavic-Cup in Wisla, 3. bis 4. März 2018 | 3. Slavic-Cup in Wisla, 3. bis 4. März 2018 | 3. Slavic-Cup in Wisla, 3. bis 4. März 2018 | 3. Slavic-Cup in Wisla, 3. bis 4. März 2018 | 3. Slavic-Cup in Wisla, 3. bis 4. März 2018 |
| ------------------------------------------- | ------------------------------------------- | ------------------------------------------- | ------------------------------------------- | ------------------------------------------- |
| Datum                                       | Disziplin                                   | Erster Platz                                | Zweiter Platz                               | Dritter Platz                               |
| 3. März 2018                                | Sprint klassisch                            | Mateusz Haratyk                             | Andrej Segec                                | Kacper Antolec                              |
| 4. März 2018                                | 15 km Freistil                              | Mateusz Haratyk                             | Ján Koristek                                | Kacper Antolec                              |

| 4. Slavic-Cup in Zakopane, 17. und 18. März 2018 | 4. Slavic-Cup in Zakopane, 17. und 18. März 2018 | 4. Slavic-Cup in Zakopane, 17. und 18. März 2018 | 4. Slavic-Cup in Zakopane, 17. und 18. März 2018 | 4. Slavic-Cup in Zakopane, 17. und 18. März 2018 |
| ------------------------------------------------ | ------------------------------------------------ | ------------------------------------------------ | ------------------------------------------------ | ------------------------------------------------ |
| Datum                                            | Disziplin                                        | Erster Platz                                     | Zweiter Platz                                    | Dritter Platz                                    |
| 17. März 2018                                    | 10 km klassisch                                  | Wettkampf abgesagt                               | Wettkampf abgesagt                               | Wettkampf abgesagt                               |
| 18. März 2018                                    | 15 km Freistil                                   | Wettkampf abgesagt                               | Wettkampf abgesagt                               | Wettkampf abgesagt                               |

| 5. Slavic-Cup in Kremnica, 17. März 2018 | 5. Slavic-Cup in Kremnica, 17. März 2018 | 5. Slavic-Cup in Kremnica, 17. März 2018 | 5. Slavic-Cup in Kremnica, 17. März 2018 | 5. Slavic-Cup in Kremnica, 17. März 2018 |
| ---------------------------------------- | ---------------------------------------- | ---------------------------------------- | ---------------------------------------- | ---------------------------------------- |
| Datum                                    | Disziplin                                | Erster Platz                             | Zweiter Platz                            | Dritter Platz                            |
| 17. März 2018                            | Sprint klassisch                         | Kamil Bury                               | Peter Mlynár                             | Mateusz Haratyk                          |

| 6. Slavic-Cup in Kremnica, 18. März 2018 | 6. Slavic-Cup in Kremnica, 18. März 2018 | 6. Slavic-Cup in Kremnica, 18. März 2018 | 6. Slavic-Cup in Kremnica, 18. März 2018 | 6. Slavic-Cup in Kremnica, 18. März 2018 |
| ---------------------------------------- | ---------------------------------------- | ---------------------------------------- | ---------------------------------------- | ---------------------------------------- |
| Datum                                    | Disziplin                                | Erster Platz                             | Zweiter Platz                            | Dritter Platz                            |
| 18. März 2018                            | 15 km Massenstart Freistil               | Peter Mlynár                             | Kacper Antolec                           | Paweł Klisz                              |

### Gesamtwertung Männer
| Rang | Name               | Punkte |
| ---- | ------------------ | ------ |
| 01.  | Andrej Segec       | 431    |
| 02.  | Mateusz Haratyk    | 391    |
| 03.  | Peter Mlynár       | 380    |
| 04.  | Kacper Antolec     | 309    |
| 05.  | Kamil Bury         | 292    |
| 06.  | Miroslav Sulek     | 284    |
| 07.  | Dominik Bury       | 180    |
| 08.  | Rudolf Michalovsky | 173    |
| 09.  | Ján Koristek       | 166    |
| 10.  | Jan Mikus          | 154    |

| Rang | Name                | Punkte |
| ---- | ------------------- | ------ |
| 011. | Paweł Klisz         | 150    |
| 012. | Wiktor Czaja        | 134    |
| 013. | Andrzej Pradziad    | 127    |
| 014. | Ádám Kónya          | 123    |
| 015. | Arkadiusz Posiadała | 121    |
| 016. | David Damian        | 108    |
| 017. | Jan Antolec         | 105    |
| 018. | Michal Skowron      | 101    |
| 019. | Daniel Iwanowski    | 95     |
| 020. | Michal Boreczek     | 87     |

| Rang | Name              | Punkte |
| ---- | ----------------- | ------ |
| 021. | Andrej Renda      | 85     |
| 022. | Mateusz Chowaniak | 80     |
| 023. | Kristian Klouda   | 74     |
| 024. | Lukasz Bachleda   | 70     |
| 025. | Bartosz Glaz      | 64     |
| 026. | Michal Landa      | 61     |
| 027. | Maciej Popieluch  | 60     |
| 028. | Lukasz Kunc       | 59     |
| 029. | Mateusz Posiadala | 56     |
| 030. | Grzegorz Zawada   | 55     |

## Frauen

### Resultate
| 1. Slavic-Cup in Štrbské Pleso, 16. bis 17. Dezember 2017 | 1. Slavic-Cup in Štrbské Pleso, 16. bis 17. Dezember 2017 | 1. Slavic-Cup in Štrbské Pleso, 16. bis 17. Dezember 2017 | 1. Slavic-Cup in Štrbské Pleso, 16. bis 17. Dezember 2017 | 1. Slavic-Cup in Štrbské Pleso, 16. bis 17. Dezember 2017 |
| --------------------------------------------------------- | --------------------------------------------------------- | --------------------------------------------------------- | --------------------------------------------------------- | --------------------------------------------------------- |
| Datum                                                     | Disziplin                                                 | Erster Platz                                              | Zweiter Platz                                             | Dritter Platz                                             |
| 16. Dezember 2017                                         | Sprint klassisch                                          | Kateryna Serdjuk                                          | Tetjana Antypenko                                         | Maryna Anzybor                                            |
| 17. Dezember 2017                                         | 7,5 km Freistil                                           | Tetjana Antypenko                                         | Maryna Anzybor                                            | Kateryna Serdjuk                                          |

| 2. Slavic-Cup in Štrbské Pleso, 29. bis 30. Dezember 2017 | 2. Slavic-Cup in Štrbské Pleso, 29. bis 30. Dezember 2017 | 2. Slavic-Cup in Štrbské Pleso, 29. bis 30. Dezember 2017 | 2. Slavic-Cup in Štrbské Pleso, 29. bis 30. Dezember 2017 | 2. Slavic-Cup in Štrbské Pleso, 29. bis 30. Dezember 2017 |
| --------------------------------------------------------- | --------------------------------------------------------- | --------------------------------------------------------- | --------------------------------------------------------- | --------------------------------------------------------- |
| Datum                                                     | Disziplin                                                 | Erster Platz                                              | Zweiter Platz                                             | Dritter Platz                                             |
| 29. Dezember 2017                                         | Sprint Freistil                                           | Justyna Kowalczyk                                         | Ewelina Marcisz                                           | Sylwia Jaśkowiec                                          |
| 30. Dezember 2017                                         | 10 km klassisch                                           | Justyna Kowalczyk                                         | Ewelina Marcisz                                           | Sylwia Jaśkowiec                                          |

| 3. Slavic-Cup in Wisla, 3. bis 4. März 2018 | 3. Slavic-Cup in Wisla, 3. bis 4. März 2018 | 3. Slavic-Cup in Wisla, 3. bis 4. März 2018 | 3. Slavic-Cup in Wisla, 3. bis 4. März 2018 | 3. Slavic-Cup in Wisla, 3. bis 4. März 2018 |
| ------------------------------------------- | ------------------------------------------- | ------------------------------------------- | ------------------------------------------- | ------------------------------------------- |
| Datum                                       | Disziplin                                   | Erster Platz                                | Zweiter Platz                               | Dritter Platz                               |
| 3. März 2018                                | Sprint klassisch                            | Eliza Rucka                                 | Justyna Stefaniuk                           | Weronika Kaleta                             |
| 4. März 2018                                | 10 km Freistil                              | Eliza Rucka                                 | Agata Warło                                 | Urszula Letocha                             |

| 4. Slavic-Cup in Zakopane, 17. und 18. März 2018 | 4. Slavic-Cup in Zakopane, 17. und 18. März 2018 | 4. Slavic-Cup in Zakopane, 17. und 18. März 2018 | 4. Slavic-Cup in Zakopane, 17. und 18. März 2018 | 4. Slavic-Cup in Zakopane, 17. und 18. März 2018 |
| ------------------------------------------------ | ------------------------------------------------ | ------------------------------------------------ | ------------------------------------------------ | ------------------------------------------------ |
| Datum                                            | Disziplin                                        | Erster Platz                                     | Zweiter Platz                                    | Dritter Platz                                    |
| 17. März 2018                                    | 5 km klassisch                                   | Wettkampf abgesagt                               | Wettkampf abgesagt                               | Wettkampf abgesagt                               |
| 18. März 2018                                    | 10 km Freistil                                   | Wettkampf abgesagt                               | Wettkampf abgesagt                               | Wettkampf abgesagt                               |

| 5. Slavic-Cup in Kremnica, 17. März 2018 | 5. Slavic-Cup in Kremnica, 17. März 2018 | 5. Slavic-Cup in Kremnica, 17. März 2018 | 5. Slavic-Cup in Kremnica, 17. März 2018 | 5. Slavic-Cup in Kremnica, 17. März 2018 |
| ---------------------------------------- | ---------------------------------------- | ---------------------------------------- | ---------------------------------------- | ---------------------------------------- |
| Datum                                    | Disziplin                                | Erster Platz                             | Zweiter Platz                            | Dritter Platz                            |
| 17. März 2018                            | Sprint klassisch                         | Alena Procházková                        | Eliza Rucka                              | Urszula Letocha                          |

| 6. Slavic-Cup in Kremnica, 18. März 2018 | 6. Slavic-Cup in Kremnica, 18. März 2018 | 6. Slavic-Cup in Kremnica, 18. März 2018 | 6. Slavic-Cup in Kremnica, 18. März 2018 | 6. Slavic-Cup in Kremnica, 18. März 2018 |
| ---------------------------------------- | ---------------------------------------- | ---------------------------------------- | ---------------------------------------- | ---------------------------------------- |
| Datum                                    | Disziplin                                | Erster Platz                             | Zweiter Platz                            | Dritter Platz                            |
| 18. März 2018                            | 10 km Massenstart Freistil               | Alena Procházková                        | Eliza Rucka                              | Urszula Letocha                          |

### Gesamtwertung Frauen
| Rang | Name               | Punkte |
| ---- | ------------------ | ------ |
| 01.  | Eliza Rucka        | 436    |
| 02.  | Aneta Smerciaková  | 277    |
| 03.  | Urszula Letocha    | 270    |
| 04.  | Barbora Klementová | 264    |
| 05.  | Alena Procházková  | 250    |
| 06.  | Zuzana Sefcikova   | 246    |
| 07.  | Rebeka Gabcikova   | 214    |
| 08.  | Klaudia Kołodziej  | 200    |
| 08.  | Justyna Kowalczyk  | 200    |
| 10.  | Andżelika Szyszka  | 188    |

| Rang | Name               | Punkte |
| ---- | ------------------ | ------ |
| 011. | Katarzyna Stokfisz | 179    |
| 012. | Agata Watlo        | 171    |
| 013. | Ewelina Marcisz    | 160    |
| 014. | Weronika Kaleta    | 149    |
| 015. | Magdalena Czusz    | 148    |
| 016. | Kristína Sivoková  | 122    |
| 017. | Sylwia Jaśkowiec   | 120    |
| 018. | Justyna Stefaniuk  | 111    |
| 019. | Iwona Piekarz      | 95     |
| 019. | Laura Proholova    | 95     |

| Rang | Name                | Punkte |
| ---- | ------------------- | ------ |
| 021. | Martyna Galewicz    | 90     |
| 021. | Alena Keselakova    | 90     |
| 023. | Kinga Polityńska    | 86     |
| 024. | Magdalena Kobielusz | 72     |
| 025. | Maria Danielova     | 69     |
| 026. | Izabela Marcisz     | 65     |
| 027. | Ildikó Papp         | 62     |
| 028. | Luiza Motyka        | 56     |
| 029. | Kamila Gasienica    | 55     |
| 030. | Natalia Bury        | 51     |